# Hồ Quang Cua
Hồ Quang Cua (sinh năm 1953) là một kỹ sư nông nghiệp người Việt Nam. Ông là tác giả của nhiều giống lúa lai tạo chất lượng cao, trong đó có hai giống lúa gạo được đánh giá là ngon nhất thế giới (ST24 và ST25). Ông được nhà nước Việt Nam trao tặng Huân chương Lao động hạng Nhất năm 2011 và danh hiệu Anh hùng Lao động năm 2013.

## Đầu đời
Hồ Quang Cua sinh năm 1953 ở vùng quê Hòa Đông, Vĩnh Châu, Sóc Trăng. Giai đoạn 1965–1967, ông theo học trung học tại trường Hoàng Diệu Ba Xuyên. Sau khi học xong phổ thông, ông thi vào khoa nông nghiệp của trường Đại học Cần Thơ. Đến năm 1978, ông tốt nghiệp đại học và được phân công về Phòng Nông nghiệp huyện Mỹ Xuyên làm về cây bắp. Tuy nhiên, sau một thời gian gắn bó với đồng ruộng, Cua chuyển sang làm cây lúa.

## Sự nghiệp
—Hồ Quang Cua
Năm 1991, Hồ Quang Cua cùng nhóm cán bộ ngành nông nghiệp tỉnh Sóc Trăng tiến hành lai tạo một số giống lúa thơm trên địa bàn. Dựa vào giống lúa Khao Dawk Mali 105 của Thái Lan, Cua và các đồng sự đã phát triển thành công giống lúa KDM105 và trồng tại vùng nước lợ Vĩnh Châu với quy mô 5.000 ha, con số này là 7.000 ha vào năm 1997. Năm 1996, nhân dịp thăm đồng, Cua phát hiện những bụi lúa có màu tím. Sau những ngày săn tìm, ông chọn ra được 1.050 cá thể biến dị tự nhiên rồi đem về nhà trồng thử. Sau một thời gian nghiên cứu, đầu năm 2000, Hồ Quang Cua thành lập nhóm kĩ sư nghiên cứu do ông làm nhóm trưởng. Một năm sau, Cua cùng các cộng sự cho ra đời giống lúa thơm ST3. Từ năm 2003 đến 2007, ông cùng đồng sự lai tạo nhiều giống lúa mới như ST5, ST8 và các giống lúa cao cấp khác như ST16, ST19, ST20, ST21. Năm 2008, nhóm của Cua bắt đầu lai tạo hai giống lúa ST24 và ST25 và hoàn thiện vào năm 2016. Giống lúa ST24 sau đó lọt vào top 3 loại gạo ngon nhất tại Hội nghị quốc tế lần thứ 9 về Thương mại Gạo ở Ma Cao và được đánh giá là gạo ngon nhất thế giới tại Hội nghị thương mại gạo thế giới ở Manila. Trong khi đó, gạo ST25 cũng được đánh giá là gạo ngon nhất thế giới 2019.
Năm 1997, Hồ Quang Cua được bổ nhiệm làm Phó Giám đốc Sở Nông nghiệp & Phát triển nông thôn tỉnh Sóc Trăng và giữ chức vụ này đến khi về hưu (năm 2013).
Đến nay, Kỹ sư Hồ Quang Cua đã ra mắt thêm dòng sản phẩm gạo mang tên thương hiệu Gạo Ông Cua. Với nhiều hệ thống phân phối gạo rộng lớn từ trong nước cho đến ngoài nước Kỹ sư Hồ Quang Cua vẫn luôn giữ vững thương hiệu xứng tầm quốc tế gạo ST25. Hiện tại, có rất nhiều cửa hàng Gạo ST25, đại lý ST25 trên cả nước phân phối thương hiệu Gạo Ông Cua, ngoài ra thương hiệu gạo này cũng bảo hộ thành công ở Mỹ, Anh, Liên minh châu Âu (EU), Trung Quốc, Hồng Kông và Việt Nam.

## Vinh danh
Hồ Quang Cua được trao tặng Huân chương Lao động hạng Ba năm 2002, Huân chương Lao động hạng Nhì năm 2007 và Huân chương Lao động hạng Nhất năm 2011. Năm 2013, ông được tặng danh hiệu Anh hùng Lao động.